# Lilium platyphyllum
Lilium platyphyllum ist eine Art aus der Gattung der Lilien (Lilium) in der Orientalischen Sektion innerhalb ddr Familie der Liliengewächse (Liliaceae).

## Beschreibung
Lilium platyphyllum ist eine mehrjährige, krautige Pflanze, die Wuchshöhen von bis zu 200 cm erreicht. Die bis zu fünf Zentimeter großen Zwiebeln haben weiße Schuppen.
Die Pflanze bildet ab dem Frühjahr einen am Fuß schwach rot überlaufenen Stängel aus. Im August bis September trägt er bis zu sechs, in Ausnahmefällen bis zu 30 grünlich-weiße, intensiv und angenehm duftende Blüten mit einem Durchmesser von 25 bis 30 Zentimeter, gesprenkelt mit rostroten (bzw. gelben) Papillen.
Die Blätter sind breit-lanzettlich, bis zu 22 Zentimeter lang und vier Zentimeter breit.

## Verbreitung
Lilium platyphyllum ist endemisch auf den Izu-Inseln in Japan, wo sie unter dem Namen Sakuyuri (jap. 作百合) bekannt ist.

## Systematik
Lilium platyphyllum wurde 1880 von John Gilbert Baker in Gardeners' Chronicle, neue Serie, Band 14 Seite 198 als Lilium auratum var. platyphyllum erstbeschrieben. Sie wurde 1914 durch Tomitarô Makino in Botanical Magazine. [Shokubutsu-gaku zasshi] Band 28, Seite 23 zur Art erhoben. Molekulargenetische Untersuchungen belegten, dass diese scheinbare Varietät nur indirekt mit Lilium auratum verwandt ist und eben eine eigenständige Art Lilium platyphyllum (Baker) Makino darstellt.